# Орловац (Фрушка гора)
Орловац је један од четири врха Фрушке горе (500 м.н.в.), налази се 530 метара север-североисточно од Црвеног чота. Литолошку грађу сачиљавају конгломерати, бреча и пешчари. Морфолошки није јаче изражен у односу на своју околину. Са врха површинске воде отичу у слив Черевићког потока. Врх је под шумским покривачем. Преко самог врха иде маркирана планинарска стаза.